# Ogolien
L'Ogolien est une période géologique qui se situe entre 22000 et 15000 ans BP. C'est une phase sèche marquée par la prédominance des alizés continentaux qui ont accumulé le sable en dunes longitudinales d'orientation Nord-Est, Sud-Ouest. Elle correspond à la brusque extension du désert du Sahara vers le Sud. Ce terme a été avancé par le géologue Pierre Elouard.